# Uetersen (Rose)
Die Rosensorte Uetersen (auch ‚Zenith‘) ist eine Strauchrose des Züchters Mathias Tantau und wurde 1939 zu Ehren der heutigen Rosenstadt Uetersen als Dank für die Unterstützung beim Aufbau und Gestalten des Rosarium Uetersen eingeführt. Die Sorte ist derzeit fast in Vergessenheit geraten, nicht mehr im europäischen Handel erhältlich und nur noch in wenigen Parks zu bewundern. Mathias Tantau züchtete sie aus den Sorten ‚Kitchener of Khartoum‘ und ‚Stämmler‘.
Die Züchtung ‚Uetersen‘ ist eine öfter und reich blühende Sorte mit einem buschigen und aufrechten Wuchs. Unter guten Bedingungen erreicht sie eine Höhe von über 150 cm. Die Blütenfarbe ist überwiegend mittelrot, und die bis zu 7 cm großen Blüten mit bis zu 16 Petalen sind stark duftend und halbgefüllt. Die Laubblätter der Pflanze sind überwiegend dunkelgrün. Ihre Blütezeit reicht von Juni bis November. Als Standort bevorzugt sie Halbschatten und ist frosthart bis −20 °C (USDA-Zone 6).